# Лешозеро
Лешозеро — пресноводное озеро на территории Куганаволокского сельского поселения Пудожского района Республики Карелии.

## Общие сведения
Площадь озера — 1 км². Располагается на высоте 137,3 метров над уровнем моря.
Форма озера лопастная, продолговатая: оно более чем на два километра вытянуто с юго-запада на северо-восток. Берега каменисто-песчаные, преимущественно возвышенные.
Из северо-восточной оконечности озера вытекает протока Рымбаса, впадающая в Водлозеро.
С юго-восточной стороны в Лешозеро впадает ручей без названия, вытекающий из Навдозера.
В озере расположены два небольших безымянных острова: у юго-западной и северо-восточной оконечностей озера.
К востоку от озера проходит дорога местного значения 86К-295 («Подъезд к д. Куганаволок»).
Населённые пункты вблизи водоёма отсутствуют.
Код объекта в государственном водном реестре — 01040100311102000019039.